# Hävsjön
Hävsjön är en sjö i Norrtälje kommun i Uppland och ingår i Åkerströms huvudavrinningsområde. Sjön har en area på 0,109 kvadratkilometer och ligger 31,1 meter över havet.

## Delavrinningsområde
Hävsjön ingår i det delavrinningsområde (662371-163104) som SMHI kallar för Ovan 662200-163028. Medelhöjden är 26 meter över havet och ytan är 43,31 kvadratkilometer. Det finns inga avrinningsområden uppströms utan avrinningsområdet är högsta punkten. Avrinningsområdets utflöde Åkersström (Långripan) mynnar i havet. Avrinningsområdet består mestadels av skog (51 procent) och jordbruk (37 procent). Avrinningsområdet har 0,18 kvadratkilometer vattenytor vilket ger det en sjöprocent på 0,4 procent.